# Dendrelaphis
Genre
Dendrelaphis est un genre de serpents de la famille des Colubridae.

## Répartition
Les 46 espèces de ce genre se rencontrent en Asie, en Australie et en Nouvelle-Guinée.

## Description
Dans sa description Boulenger indique que ces serpents présentent un corps allongé, faiblement comprimé et dont la tête se distingue nettement du cou. Leurs yeux sont grands et ont une pupille ronde.

## Liste des espèces
Selon The Reptile Database (23 juin 2020) :
- Dendrelaphis andamanensis (Anderson, 1871)
- Dendrelaphis ashoki Vogel & Van Rooijen, 2011
- Dendrelaphis bifrenalis (Boulenger, 1890)
- Dendrelaphis biloreatus Wall, 1908
- Dendrelaphis calligaster (Günther, 1867)
- Dendrelaphis caudolineatus (Gray, 1834)
- Dendrelaphis caudolineolatus (Günther, 1869)
- Dendrelaphis chairecacos (Boie, 1827)
- Dendrelaphis cyanochloris (Wall, 1921)
- Dendrelaphis flavescens Gaulke, 1994
- Dendrelaphis formosus (Boie, 1827)
- Dendrelaphis fuliginosus Griffin, 1909
- Dendrelaphis gastrostictus (Boulenger, 1894)
- Dendrelaphis girii Vogel & Van Rooijen, 2011
- Dendrelaphis grandoculis (Boulenger, 1890)
- Dendrelaphis grismeri Vogel & Van Rooijen, 2008
- Dendrelaphis haasi Van Rooijen & Vogel, 2008
- Dendrelaphis hollinrakei Lazell, 2002
- Dendrelaphis humayuni Tiwari & Biswas, 1973
- Dendrelaphis inornatus Boulenger, 1897
- Dendrelaphis keiensis (Mertens, 1926)
- Dendrelaphis kopsteini Vogel & Van Rooijen, 2007
- Dendrelaphis levitoni Van Rooijen & Vogel, 2012
- Dendrelaphis lineolatus (Jacquinot & Guichenot, 1853)
- Dendrelaphis lorentzii (Lidth De Jeude, 1911)
- Dendrelaphis luzonensis Leviton, 1961
- Dendrelaphis macrops (Günther, 1877)
- Dendrelaphis marenae Vogel & Van Rooijen, 2008
- Dendrelaphis modestus Boulenger, 1894
- Dendrelaphis ngansonensis (Bourret, 1935)
- Dendrelaphis nigroserratus Vogel, Van Rooijen & Hauser, 2012
- Dendrelaphis oliveri (Taylor, 1950)
- Dendrelaphis papuensis Boulenger, 1895
- Dendrelaphis philippinensis (Günther, 1879)
- Dendrelaphis pictus (Gmelin, 1789)
- Dendrelaphis punctulatus (Gray, 1826)
- Dendrelaphis schokari (Kuhl, 1820)
- Dendrelaphis sinharajensis Wickramasinghe, 2016
- Dendrelaphis striatus (Cohn, 1905)
- Dendrelaphis striolatus (Peters, 1867)
- Dendrelaphis subocularis (Boulenger, 1888)
- Dendrelaphis terrificus (Peters, 1872)
- Dendrelaphis tristis (Daudin, 1803)
- Dendrelaphis underwoodi Van Rooijen & Vogel, 2008
- Dendrelaphis vogeli Jiang, Guo, Ren & Li, 2020
- Dendrelaphis walli Vogel & Van Rooijen, 2011

## Publication originale
- Boulenger, 1890 : The Fauna of British India, Including Ceylon and Burma. Reptilia and Batrachia, p. 1-541 (texte intégral).